# Tren ligero

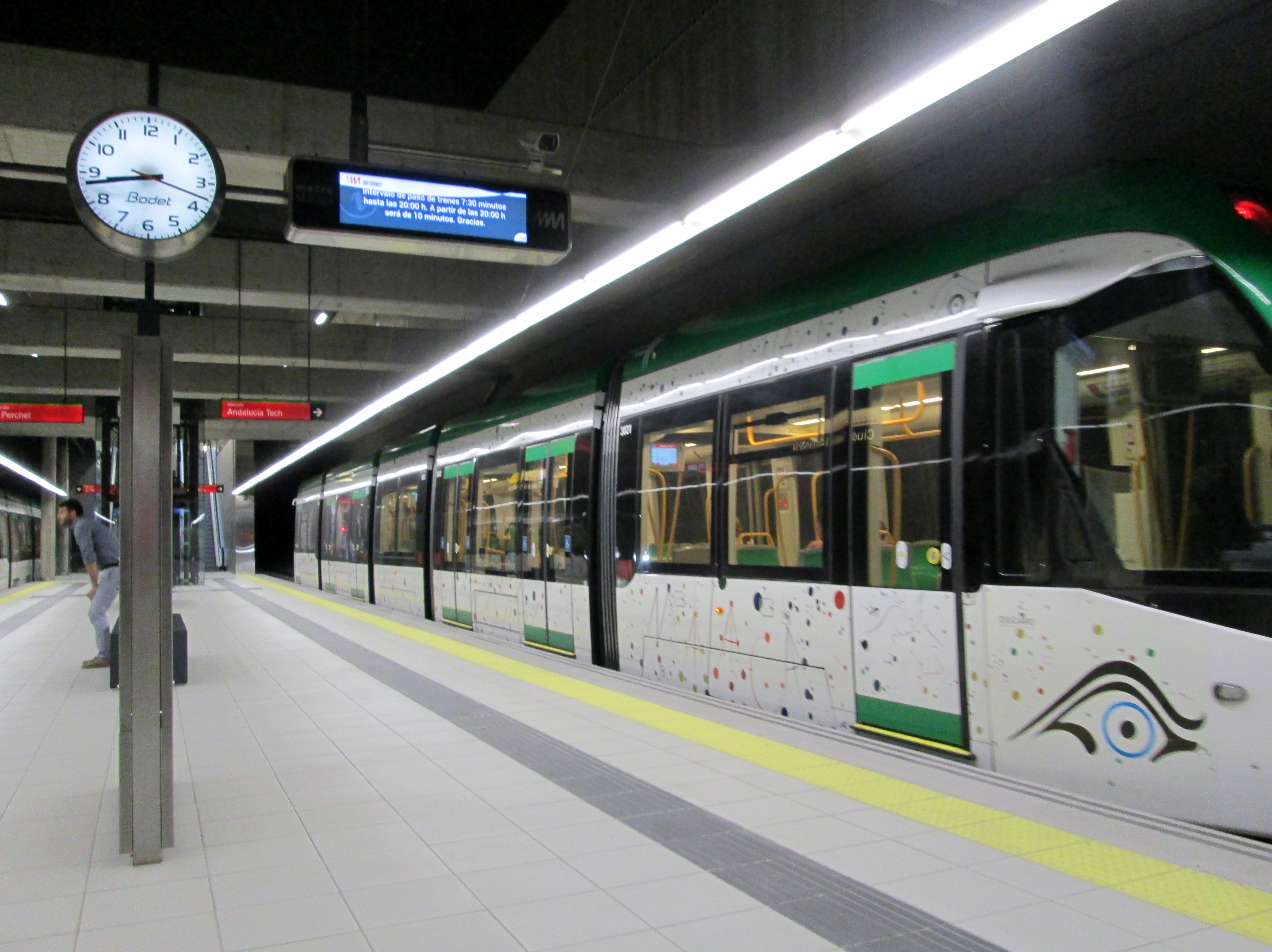
Tren del Metro de Málaga en la estación de Ciudad de la Justicia.

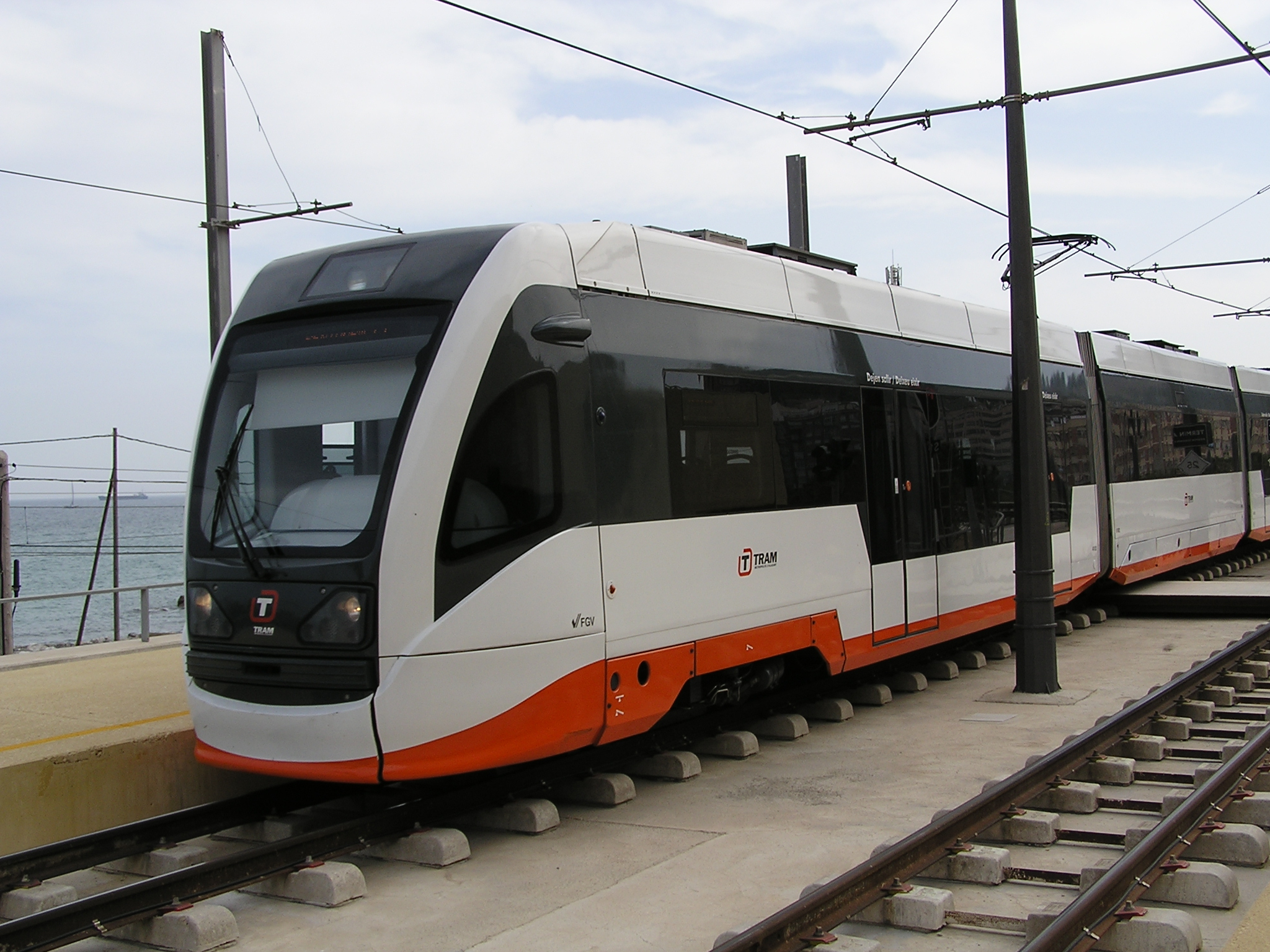
tren-tram en la estación Sangueta del TRAM Metropolitano de Alicante.

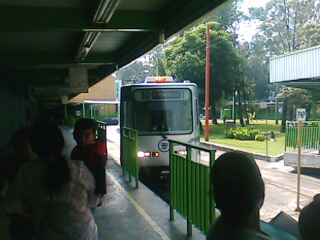
Tren Ligero de la Ciudad de México

El tren ligero, también denominado metro ligero, es un sistema de transporte ferroviario en el que se utiliza material rodante de características similares a las del tranvía, no obstante, se diferencia de este por su operación en plataforma segregada del resto del tráfico vehicular, con derecho de paso prioritario en los puntos de intersección y con prioridad semafórica. Tienen una capacidad intermedia de transporte a escala regional y metropolitana, generalmente mayor que la del tranvía y menor que la del ferrocarril convencional.
La definición ha evolucionado en las últimas décadas acorde a la expansión del ferrocarril urbano que se ha producido en las últimas décadas, en especial en Europa y Estados Unidos. Según la Asociación Internacional del Transporte Público, el concepto de tren ligero engloba un amplio espectro de servicios ferroviarios: tranvías modernos a los que se han incorporado medidas de prioridad de paso y secciones segregadas, tren-tranvías que incorporan elementos propios de los trenes de cercanías y metros ligeros; que prestan un servicio de frecuencia y prestaciones similares a las del metro pesado.

## Definición de tren ligero
El término es una traducción no literal del inglés «Light rail» (o LRT, Light Rail Transit). Fue concebido por la US Urban Mass Transportation Administration (UMTA) (actualmente FTA - Federal Transit Administration) en Estados Unidos para describir las transformaciones que se estaban llevando a cabo en ese país y en Europa en materia tranviaria. En Alemania, el término usado es «Stadtbahn», que significa «ferrocarril urbano». Sin embargo, la UMTA finalmente adoptó el término tren ligero para todos los sistemas modernos, mientras que a los tradicionales se los siguen llamando tranvía. Otros países con sistemas de este tipo siguen utilizando el término de tranvía.

## Categorías del tren ligero
Lo más difícil es determinar la diferencia entre un tren ligero y los sistemas de tranvía. Hay una gran cantidad de similitudes entre las tecnologías, muchos de los mismos vehículos se pueden utilizar para ambos, y es común clasificar los tranvías como un subtipo del tren ligero y no como un tipo particular de transporte. Las tres versiones generales son:

### Tranvía
- El tranvía es un medio de transporte de pasajeros que circula por la superficie en áreas urbanas, en las propias calles, sin separación del resto de la vía ni senda o sector reservado.

### Semi-metro
- El semi-metro es un sistema tranviario que circula en gran parte de su recorrido por una plataforma parcial o totalmente segregada del tráfico rodado y en algunos casos tienen prioridad semafórica. En Alemania son denominados Stadtbahn y se caracterizan por ser una especie de híbrido entre metro y tranvía. Los trenes pasan por tramos subterráneos en el centro de la ciudad mientras que tienen tramos superficiales o elevados en las afueras. Dichos tramos superficiales pueden ser tanto exclusivos como compartidos con el resto del tráfico urbano.[6]

### Metro ligero
- Un derivado del tranvía es también conocido como metro ligero o tren ligero. Estos sistemas se caracterizan por los derechos exclusivos de vía, sistemas avanzados de control de trenes, mayor capacidad y frecuencia, y las puertas a nivel de los andenes. Estos sistemas se aproximan a la capacidad de pasajeros de los sistemas de metro convencional, pero pueden ser más baratos de construir por la habilidad de las unidades de tomar curvas cerradas y subir cuestas más empinadas que los sistemas del metro convencional.

### Tren-tram
- El tren-tram (o tren-tranvía) es un vehículo derivado del tranvía capaz de ejecutar varias rutas. La doble capacidad de voltaje del tren-tram le permite el acceso a las infraestructuras de ferrocarriles y tranvías, puede funcionar dentro de las normas ferroviarias y pasar a un funcionamiento en modo tranvía al entrar en la ciudad. Permite en el centro de la ciudad discurrir a velocidades menores de 70 km/h y en la red ferroviaria regional a velocidades máximas de unos 100 km/h.

## Ventajas e inconvenientes
La elección por parte de una ciudad de un sistema de tren ligero se basa en sus ventajas e inconvenientes:

### Ventajas
- Los sistemas de trenes ligeros son generalmente más económicos de construir que el de trenes pesados, dado que la infraestructura es relativamente menos robusta, las unidades más baratas y por lo general normalmente no se requieren los túneles usados en la mayoría de los sistemas del metro.
- Permite recorrer curvas cerradas y pendientes escarpadas, lo que además reduce el trabajo de construcción.
- Comparado con los autobuses, los sistemas de trenes ligeros tienen una capacidad más alta, contaminan menos, son silenciosos, cómodos y en muchos casos más rápidos.
- Comparados con el metro ahorran energía, puesto que normalmente no necesitan de iluminación de estaciones (andenes y pasillos) durante el día y mueven menos masa.
- Se pueden aprovechar viejas redes de ferrocarril, tanto si están en servicio como si están abandonadas. Un ejemplo es el moderno Tren de la Costa de Buenos Aires, el Metrotranvía de Mendoza o el TRAM Metropolitano de Alicante (España), en el tramo de Luceros a Benidorm.
- Generalmente son más silenciosos que los ferrocarriles o los metros, y la mitigación del ruido es más fácil de diseñar.
- Armonizan con el entorno urbano si están bien diseñados.

### Inconvenientes
- Al compartir en parte la superficie con el tráfico rodado, son más propensos a accidentes que otros tipos de ferrocarril.
- Algunos trenes tienen una relación carga útil / carga transportada peor que los trenes pesados o los monorrieles, debido a que deben ser diseñados para soportar colisiones con automóviles.
- Transportan menos pasajeros que los trenes pesados.

## Sistemas existentes y operativos de Metro Ligero

### África
A continuación se detalla a todos los países africanos que ya cuentan con el tren ligero y que lo utilizan para el transporte urbano, ordenados según los kilómetros de longitud que posee cada país y su respectiva fecha de inauguración.
| Lista de los Países Africanos que poseen trenes ligeros para transporte urbano | Lista de los Países Africanos que poseen trenes ligeros para transporte urbano | Lista de los Países Africanos que poseen trenes ligeros para transporte urbano | Lista de los Países Africanos que poseen trenes ligeros para transporte urbano | Lista de los Países Africanos que poseen trenes ligeros para transporte urbano | Lista de los Países Africanos que poseen trenes ligeros para transporte urbano | Lista de los Países Africanos que poseen trenes ligeros para transporte urbano |
| País                                                                           | Foto                                                                           | Nombre Oficial                                                                 | Longitud                                                                       | Estaciones                                                                     | Fecha de Inauguración                                                          |                                                                                |
| ------------------------------------------------------------------------------ | ------------------------------------------------------------------------------ | ------------------------------------------------------------------------------ | ------------------------------------------------------------------------------ | ------------------------------------------------------------------------------ | ------------------------------------------------------------------------------ | ------------------------------------------------------------------------------ |
| Marruecos                                                                      |                                                                                | Tranvía de Casablanca                                                          | 47,5 km                                                                        | 71 estaciones                                                                  | 13 de diciembre de 2012                                                        |                                                                                |
| Túnez                                                                          |                                                                                | Metro ligero de Túnez                                                          | 45,2 km                                                                        | 66 estaciones                                                                  | 1985                                                                           |                                                                                |
| Nigeria                                                                        |                                                                                | Tren Ligero de Abuya                                                           | 42,5 km                                                                        | 12 estaciones                                                                  | 12 de julio de 2018                                                            |                                                                                |
| Etiopía                                                                        |                                                                                | Tren Ligero de Adís Abeba                                                      | 31,6 km                                                                        | 39 estaciones                                                                  | 20 de septiembre de 2015                                                       |                                                                                |
| Marruecos                                                                      |                                                                                | Tranvía de Rabat-Salé                                                          | 26 km                                                                          | 31 estaciones                                                                  | 23 de mayo de 2011                                                             |                                                                                |
| Mauricio                                                                       |                                                                                | Metro Express                                                                  | 26 km                                                                          | 12 estaciones                                                                  | 10 de enero de 2020                                                            |                                                                                |
| Argelia                                                                        |                                                                                | Tranvía de Argel                                                               | 23,2 km                                                                        | 38 estaciones                                                                  | 8 de mayo de 2011                                                              |                                                                                |

### América
| Lista de los Países Americanos que poseen trenes ligeros para transporte urbano | Lista de los Países Americanos que poseen trenes ligeros para transporte urbano | Lista de los Países Americanos que poseen trenes ligeros para transporte urbano | Lista de los Países Americanos que poseen trenes ligeros para transporte urbano | Lista de los Países Americanos que poseen trenes ligeros para transporte urbano | Lista de los Países Americanos que poseen trenes ligeros para transporte urbano | Lista de los Países Americanos que poseen trenes ligeros para transporte urbano |
| País                                                                            | Foto                                                                            | Nombre Oficial                                                                  | Longitud                                                                        | Estaciones                                                                      | Fecha de Inauguración                                                           |                                                                                 |
| ------------------------------------------------------------------------------- | ------------------------------------------------------------------------------- | ------------------------------------------------------------------------------- | ------------------------------------------------------------------------------- | ------------------------------------------------------------------------------- | ------------------------------------------------------------------------------- | ------------------------------------------------------------------------------- |
| Estados Unidos                                                                  |                                                                                 | Metro de Los Ángeles                                                            | 184,3 km                                                                        | 102 estaciones                                                                  | 14 de julio de 1990                                                             |                                                                                 |
| Canadá                                                                          |                                                                                 | Tranvía de Toronto                                                              | 83 km                                                                           | 685 estaciones                                                                  | 31 de agosto de 2014                                                            |                                                                                 |
| México                                                                          |                                                                                 | Tren Ligero de Guadalajara                                                      | 45,5 km                                                                         | 48 estaciones                                                                   | 1 de septiembre de 1989                                                         |                                                                                 |
| Bolivia                                                                         |                                                                                 | Tren Metropolitano de Cochabamba "Mi Tren"                                      | 45,5 km                                                                         | 40 estaciones                                                                   | 13 de septiembre de 2022                                                        |                                                                                 |
| Brasil                                                                          |                                                                                 | VLT Carioca                                                                     | 28 km                                                                           | 42 estaciones                                                                   | 5 de junio de 2016                                                              |                                                                                 |
| Canadá                                                                          |                                                                                 | Tránsito Rápido de Iones                                                        | 19 km                                                                           | 19 estaciones                                                                   | 21 de junio de 2019                                                             |                                                                                 |
| Brasil                                                                          |                                                                                 | Tranvía Baixada Santista                                                        | 11,5 km                                                                         | 15 estaciones                                                                   | 31 de enero de 2016                                                             |                                                                                 |
| Ecuador                                                                         |                                                                                 | Tranvía de Cuenca                                                               | 10,7 km                                                                         | 27 estaciones                                                                   | 25 de mayo de 2020                                                              |                                                                                 |
| Colombia                                                                        |                                                                                 | Tranvía de Medellín                                                             | 4,3 km                                                                          | 9 estaciones                                                                    | 15 de octubre de 2015                                                           |                                                                                 |

| - Tren ligero Arrow Redlands, California - Tranvía de Atlanta - Línea de Alta Velocidad Ashmont–Mattapan Boston, Massachusetts - Tren Ligero de Baltimore - Tren Ligero de Búfalo - Premetro (Subte de Buenos Aires) (Argentina) - Tren ligero de la Ciudad de México (México) - Tren Ligero de Charlotte - Tranvías de Cincinnati - Mi Tren Cochabamba (Bolivia) - Tranvía de Cuenca (Ecuador) - Tren Ligero de Dallas - Tren Ligero de Denver - Tranvía de Detroit - El Paso Streetcar | - Tren Ligero de Filadelfia, Pensilvania - Tren Ligero de Guadalajara (México) - METRORail de Houston - Tren Ligero Hudson–Bergen - Tranvía de Kenosha - Metro de Los Ángeles (Los Ángeles) - Tranvía de Little Rock - Metro de Minneapolis - Tranvía de Memphis - Tranvía de Ayacucho - Medellín (Colombia) - Metrotranvía (Mendoza) (Argentina) - Metrorrey (México) - Tren Ligero de Newark - Tranvía de Nueva Orleans - AirTrain JFK (Nueva York) - New Jersey Transit - Tren Ligero de Norfolk - NCTD Sprinter de Oceanside, California - Metro de Panamá (Panamá (ciudad) | - Tren Urbano de Paraná (Argentina) - Tren Ligero de Phoenix - Tren Ligero de Pittsburgh - Tren Ligero de Portland - Tranvía de Río de Janeiro (Brasil) - Muni Metro de San Francisco - Funicular de San Francisco - Tren Ligero de Sacramento - MetroLink de San Luis - Tren Ligero de Salt Lake City - Tranvía de San Diego - Tren Ligero del Condado de Santa Clara - Tren Ligero de Seattle - Tranvía de Seattle - Tranvía de Tampa - Tranvía de Tucson - Metro de Valencia (Venezuela) - Tranvía de Washington D. C. - Metro Wanka (Perú) |

#### En proyecto o estudio
- Metro ligero de Barranquilla (Barranquilla, Colombia)
- RegioTram del Norte (Bogotá,Colombia)
- RegioTram de Occidente (Bogotá, Colombia)
- Tren de Cercanías (Cali, Colombia)
- MetroRiel,  Ciudad de Guatemala y Ciudad de Villa Nueva (Guatemala)
- Tres Proyectos de  tren ligero Crenshaw/LAX, West Santa Ana Branch, y proyecto Este de San Fernando. También tres extensiones con líneas existentes (Línea A, E y L - (Los Ángeles)
- Metro Ligero de la 80 (Medellín, Colombia)
- Tren Ligero de Phoenix - Línea nueva en construcción a Tempe, Arizona. 4.8 km.
- Tren Ligero de Orange County - Línea nueva "OC Street Car" - Línea Nueva en Condado de Orange, California.
- Tren Metropolitano Elevado (TEM) (Gran San Miguel de Tucumán, Argentina)
- Tren ligero de Naucalpan (Buenavista, México)
- Tren ligero de Celaya (Guanajuato, México)
- Tranvía de Coquimbo y La Serena (Chile)

#### Sin Servicio
- Pacific Electric - Los Ángeles, California.

### Europa

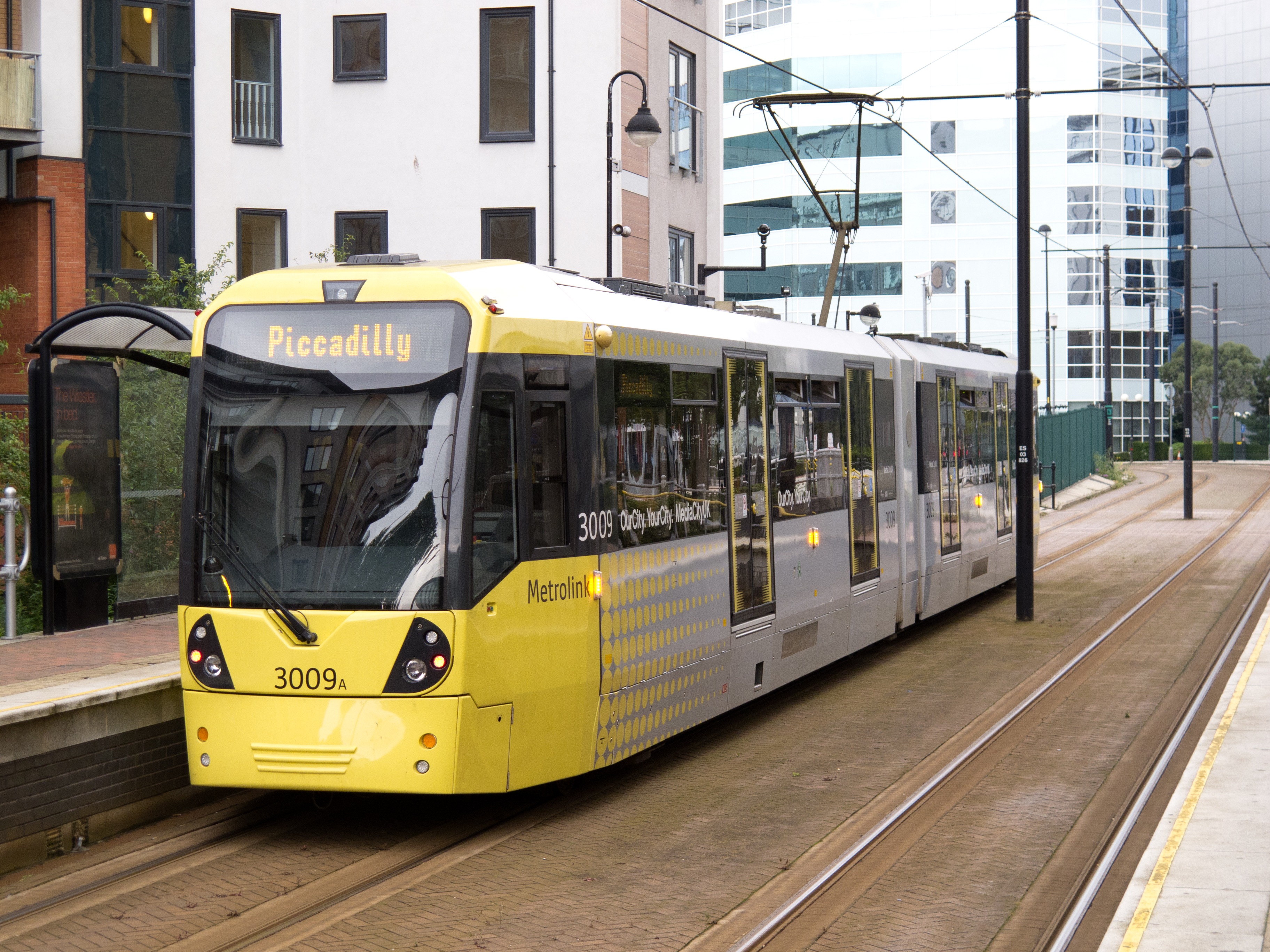
Unidad del sistema Manchester Metrolink.

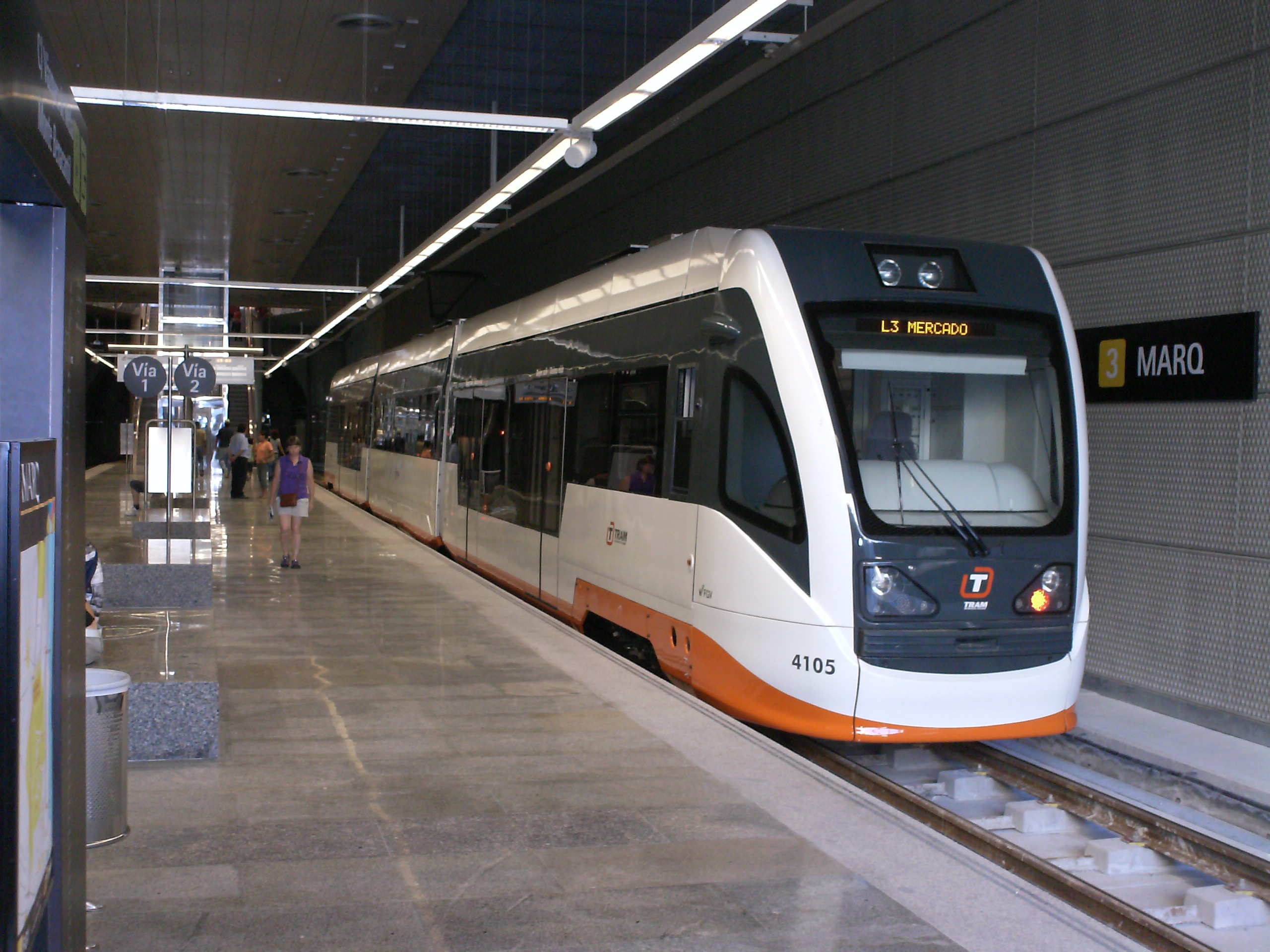
Tren-Tram en la estación MARQ del TRAM Metropolitano de Alicante.

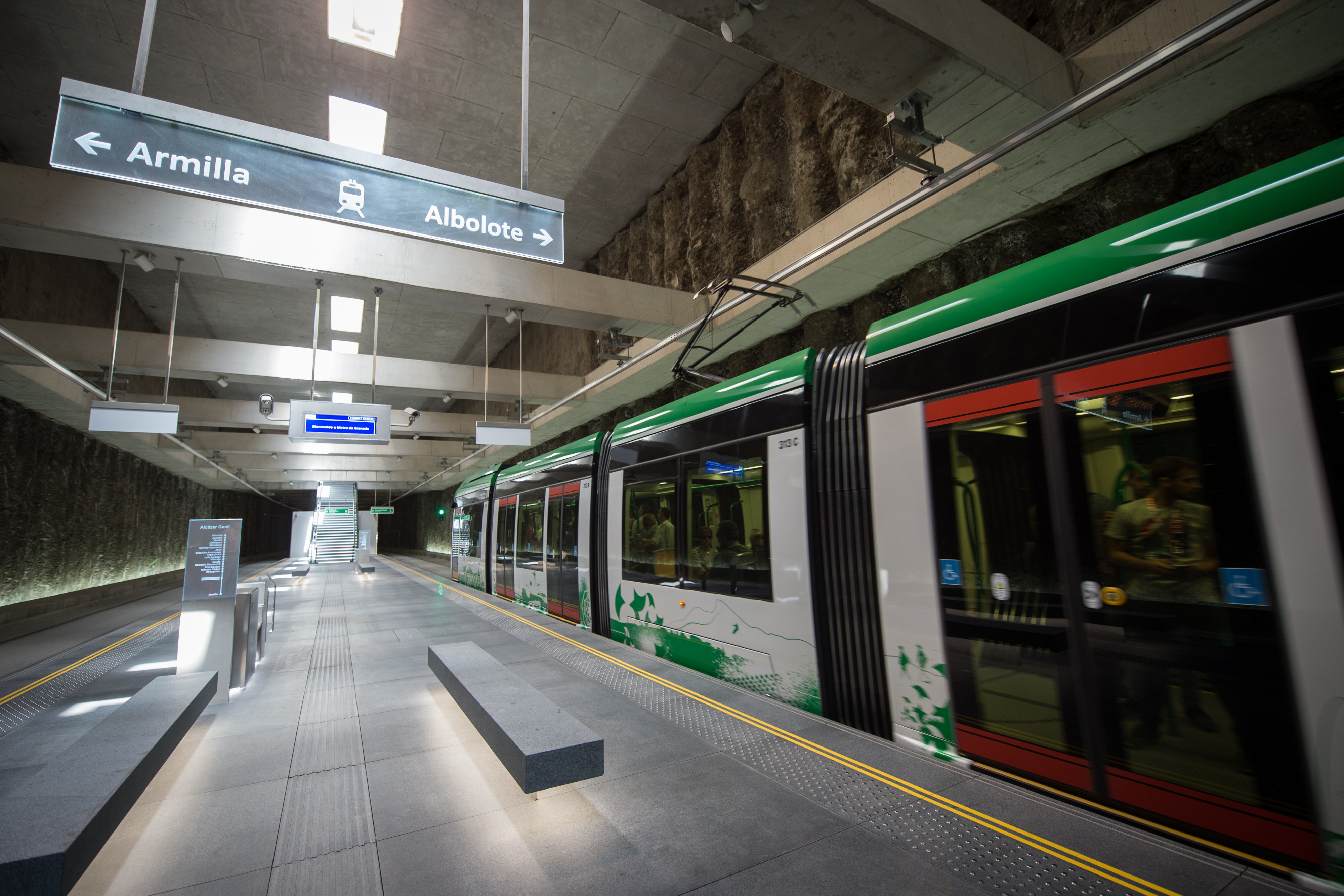
Metro de Granada en la estación Alcázar Genil.

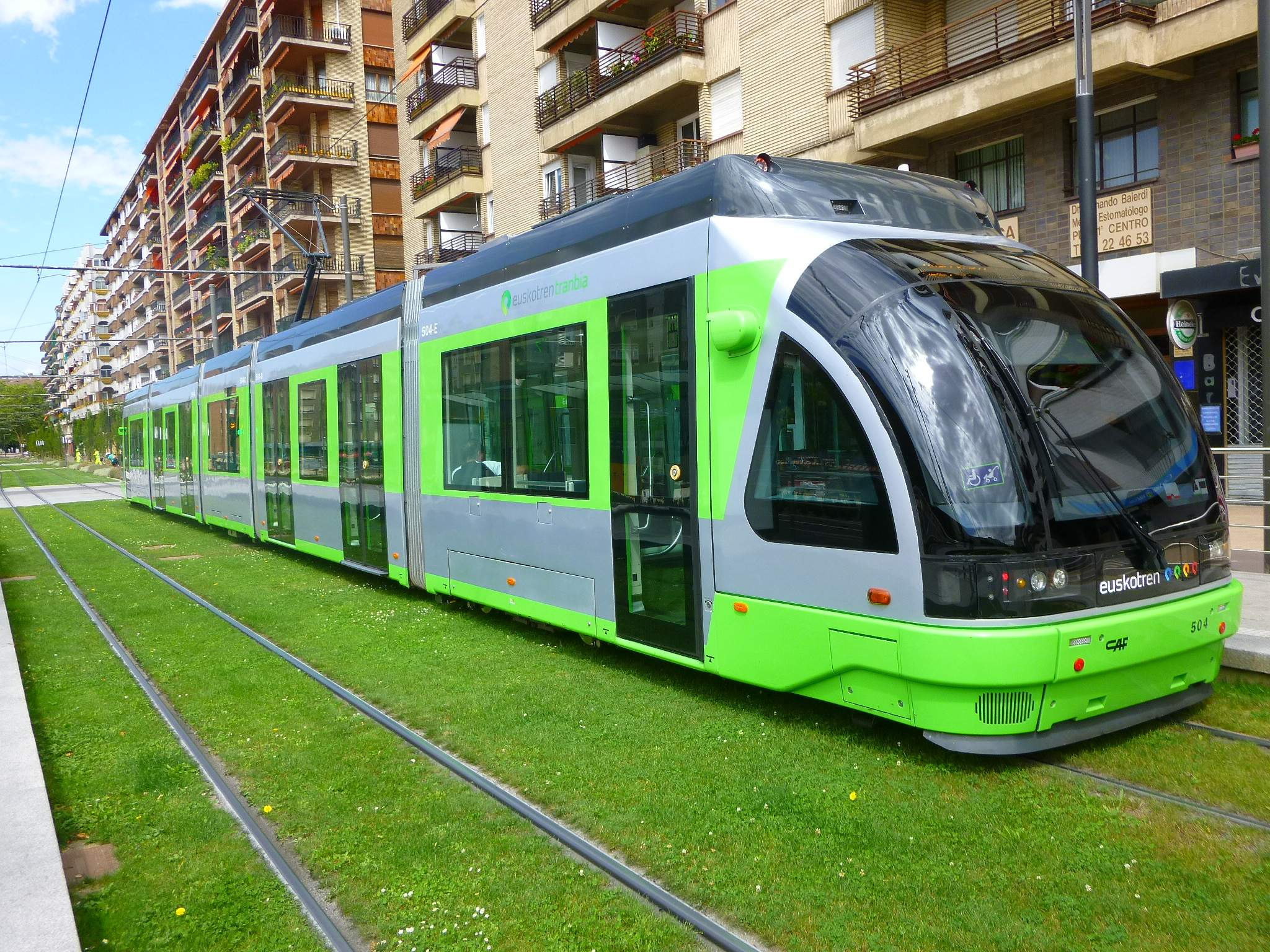
Tranvía de Vitoria.

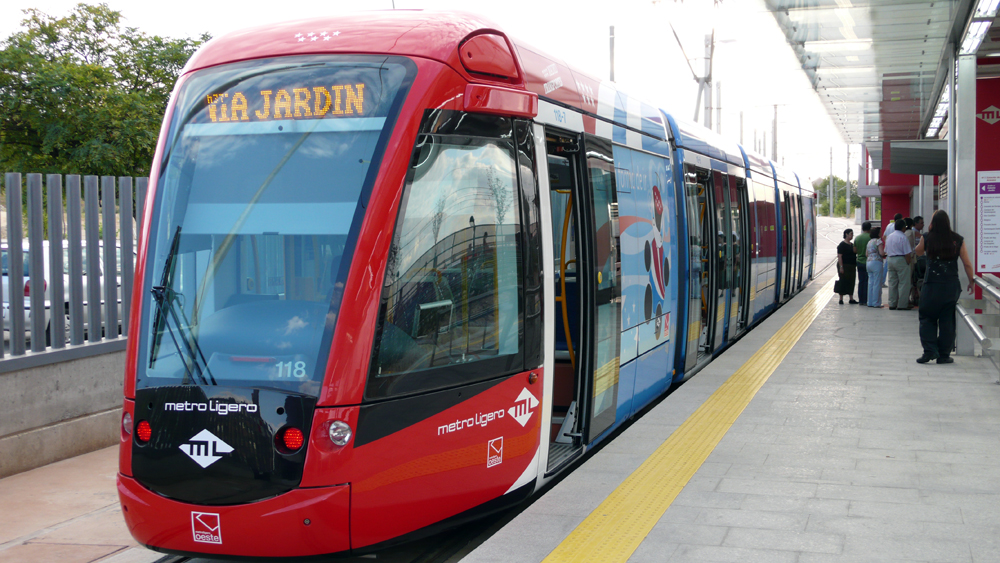
Metro Ligero Oeste en Estación de Aravaca, Madrid.

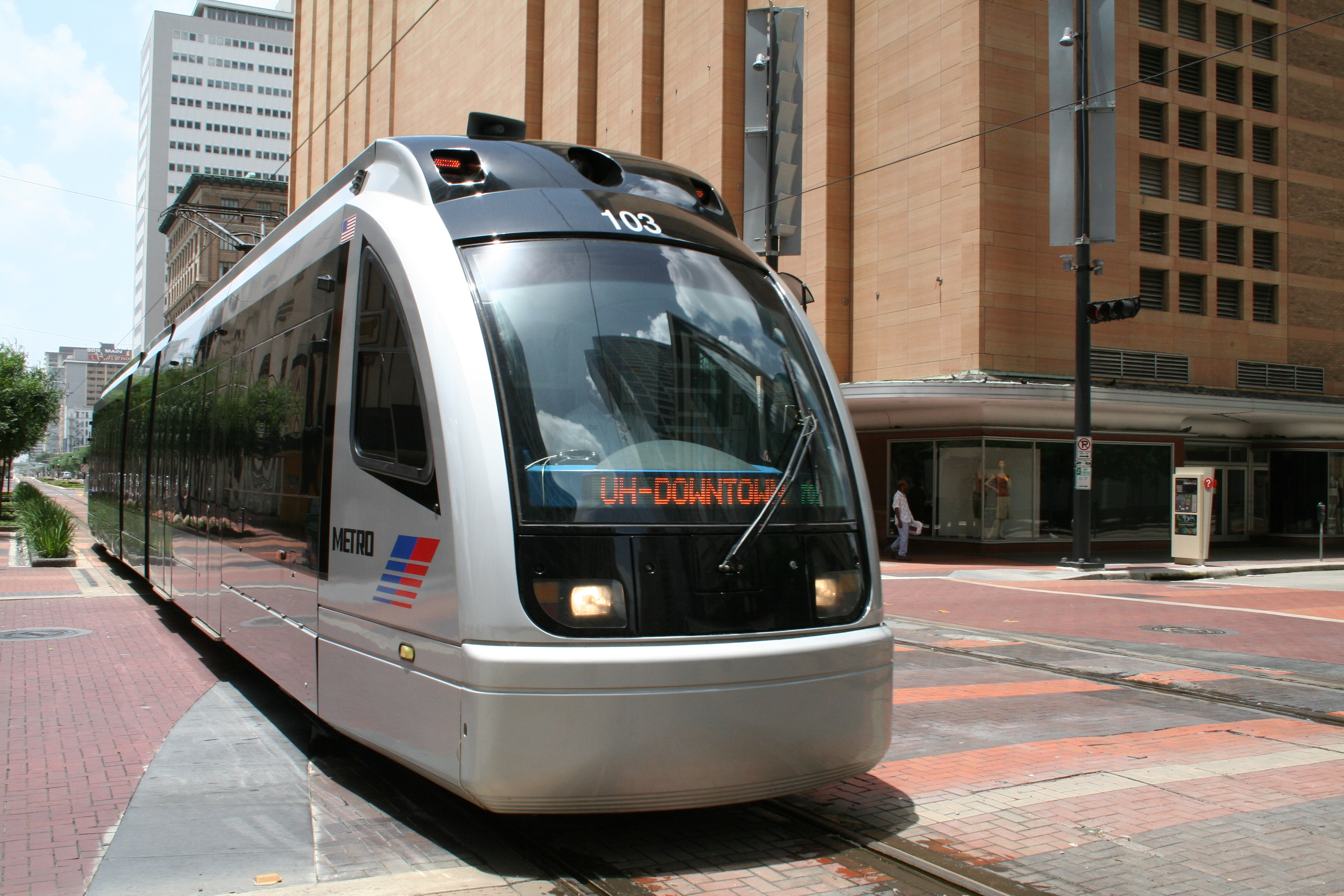
METRORail, en Houston, Texas, Estados Unidos

- Metro de Bruselas (Líneas 3 y 4) (Bélgica)
- Metro de Copenhague (Dinamarca)
- Metro ligero de Dortmund (Alemania)
- Lidingöbanan, Nockebybanan y Tvärbanan (algunas partes) en Estocolmo (Suecia)
- Metro de Fráncfort del Meno (Alemania)
- Tranvía de Gotemburgo (algunas líneas) (Suecia)
- Docklands Light Railway (Londres)
- Metro de Lausana (Línea 1) (Suiza)
- Tramlink (Londres)
- Manchester Metrolink (Mánchester)
- Metro de Oslo (Noruega)
- Metro de Oporto (Portugal)
- Stuttgart Stadtbahn (Alemania)
- Metro Transportes do Sul (Almada y Seixal, Portugal)
- Metro de Tyne y Wear (Tyne y Wear)
- Metro de Viena (Línea 6) (Austria)

#### España
- En servicio
  - TRAM Metropolitano de Alicante
  - Tram de Barcelona
  - Metro de Barcelona (Línea 11 (Metro de Barcelona))
  - Tranvía de Bilbao
  - Metro de Granada
  - Metro de Málaga
  - Tranvía de Murcia
  - Metro Ligero de Madrid
  - Tranvía de Parla
  - Metro de Sevilla
  - Tranvía de Tenerife
  - Metrovalencia (Líneas 4, 6, 8 y 10)
  - Tranvía de Vitoria
  - Tranvía Urbano de Zaragoza
  - Tranvía Metropolitano de la Bahía de Cádiz

- En construcción
  - Tranvía de Palma de Mallorca
  - Tranvía Metropolitano de Dos Hermanas (Sevilla)
  - Tranvía Metropolitano de Alcalá de Guadaíra (Sevilla)

- En proyecto o estudio
  - TramVallès (Barcelona)
  - Tren-Tram del Bages (Barcelona)
  - Tranvía de Baracaldo (Bilbao)
  - Tranvía UPV - Lejona - Urbinaga (Bilbao)
  - TramGavarres (Gerona)
  - Metro ligero de La Coruña
  - Tranvía de León
  - Tranvía de Balaguer (Lérida)
  - Línea Manacor-Artá (Mallorca)
  - Tranvía de Pamplona
  - Metro de Santander
  - Tren-Tram Camp de Tarragona
  - Tranvía de Toledo
  - Metro ligero de Vigo

- Sin servicio
  - Tranvía de Jaén (Jaén)
  - Tranvía de Vélez-Málaga (Málaga)

### Asia
- Metro Aéreo de Bangkok (Tailandia)
- Tren ligero circular de Kaohsiung (Kaohsiung)
- Línea Astram (Hiroshima; metro ligero)
- Línea Toden Arakawa (Tokio)
- Tram de Volchansk (Rusia)

## Galería de trenes ligeros

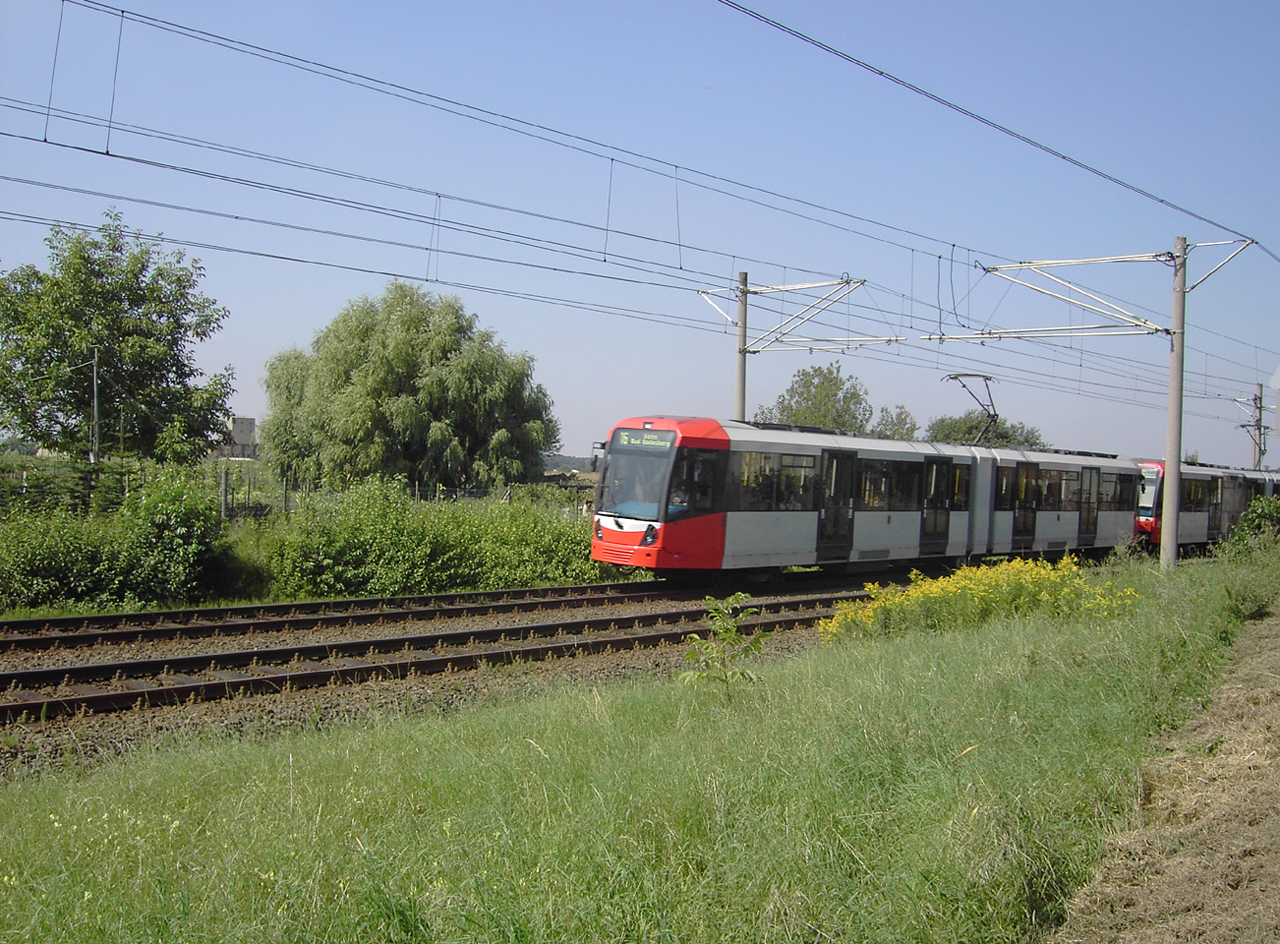
1
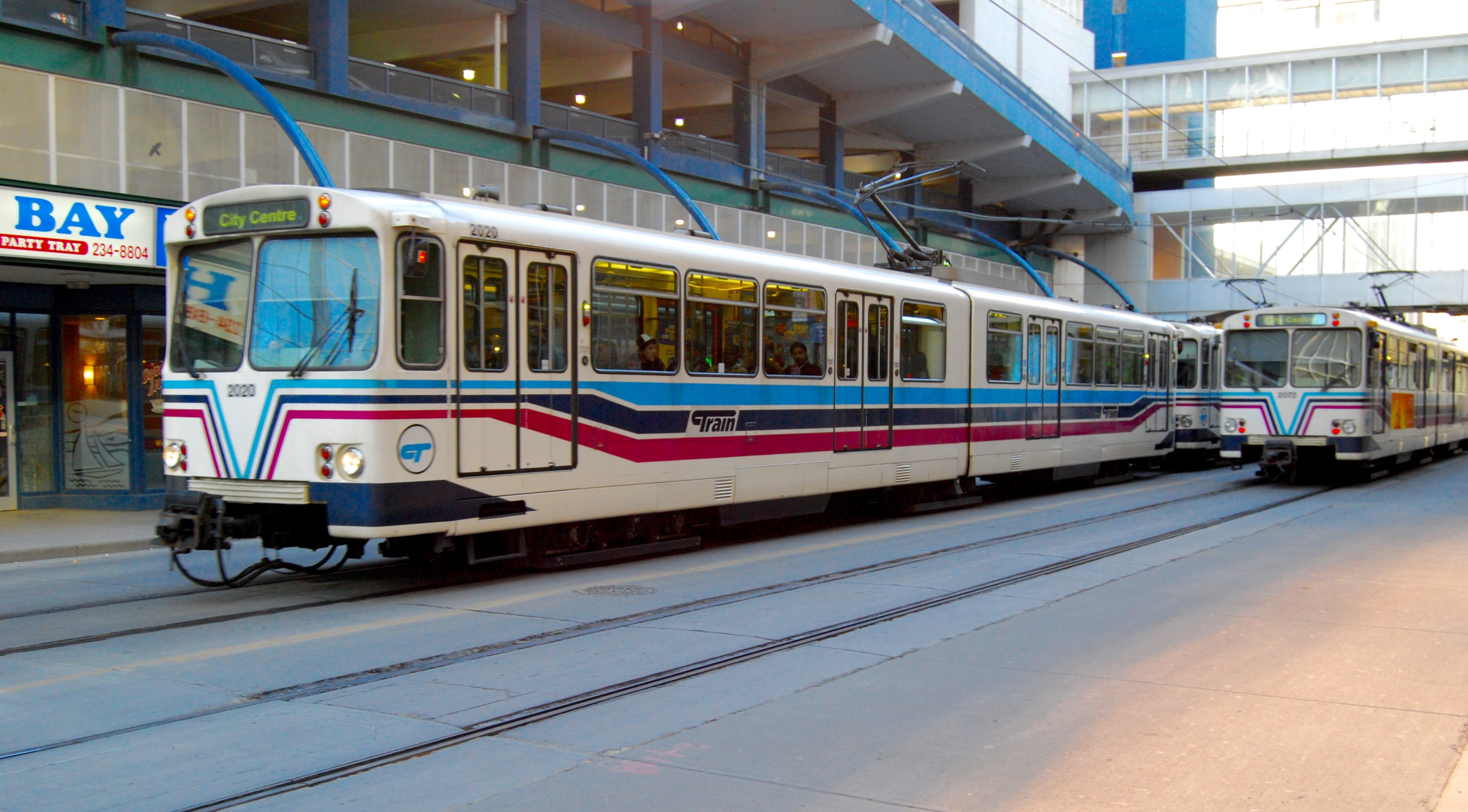
2
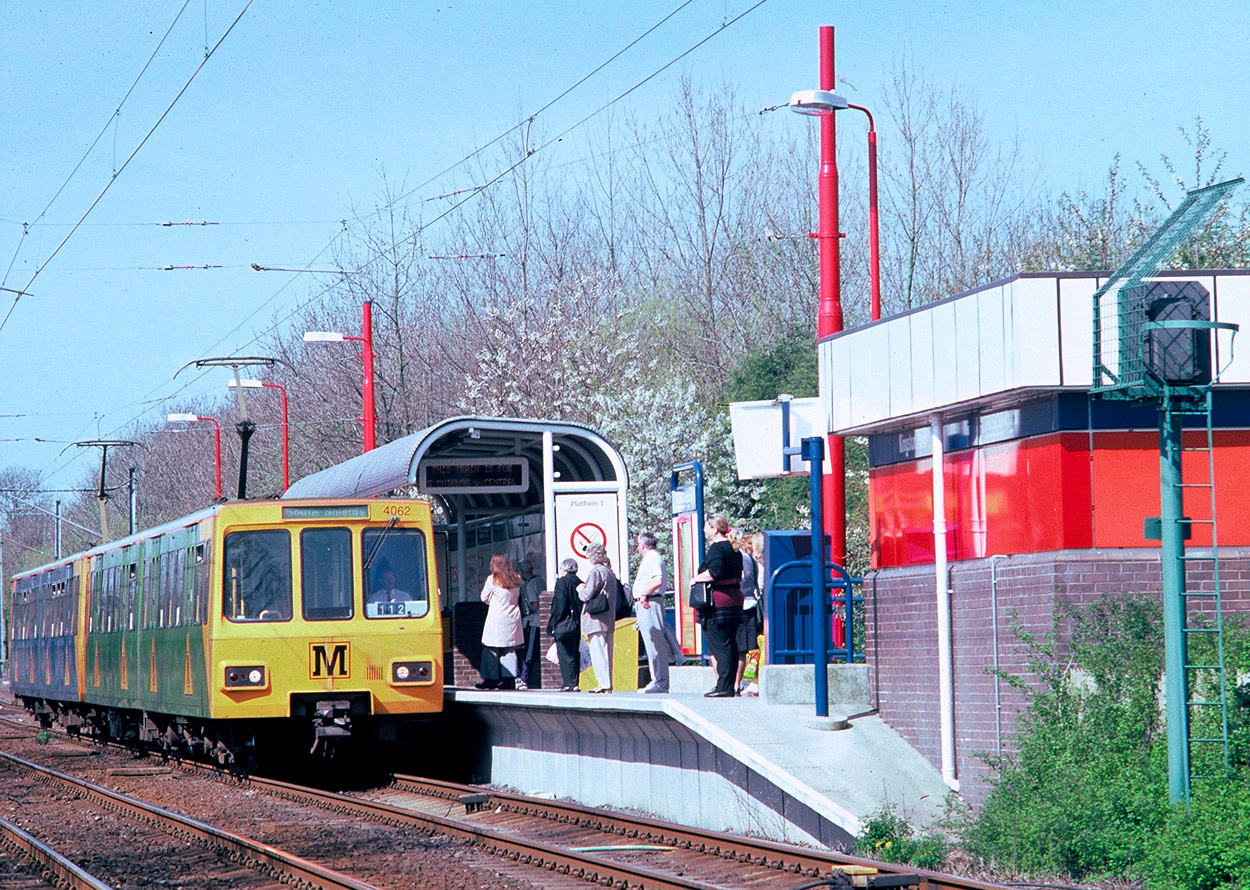
3
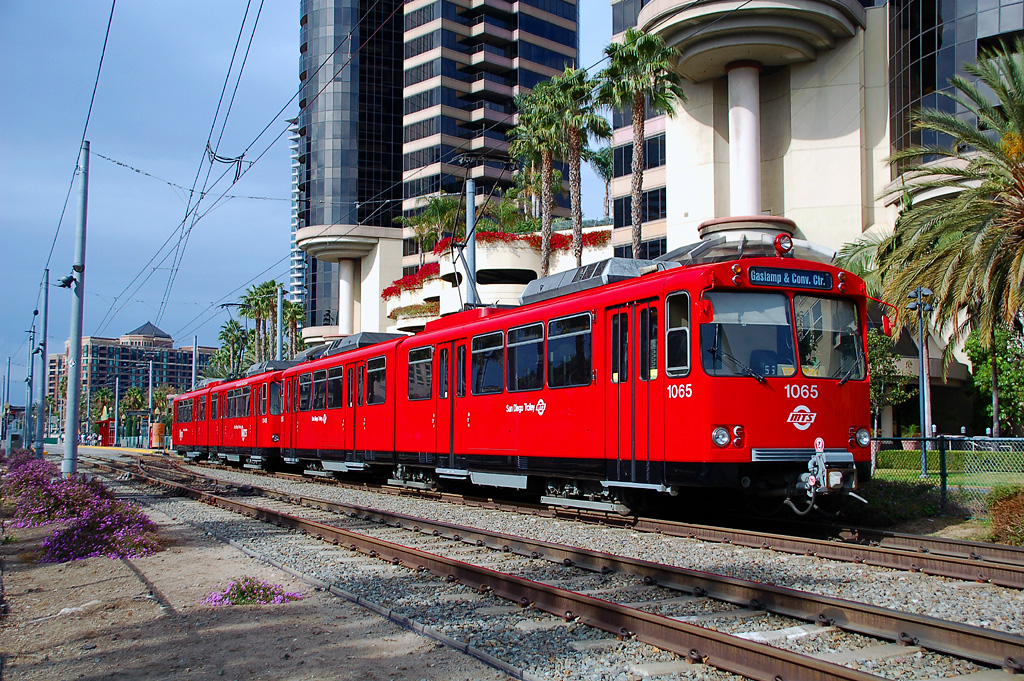
4
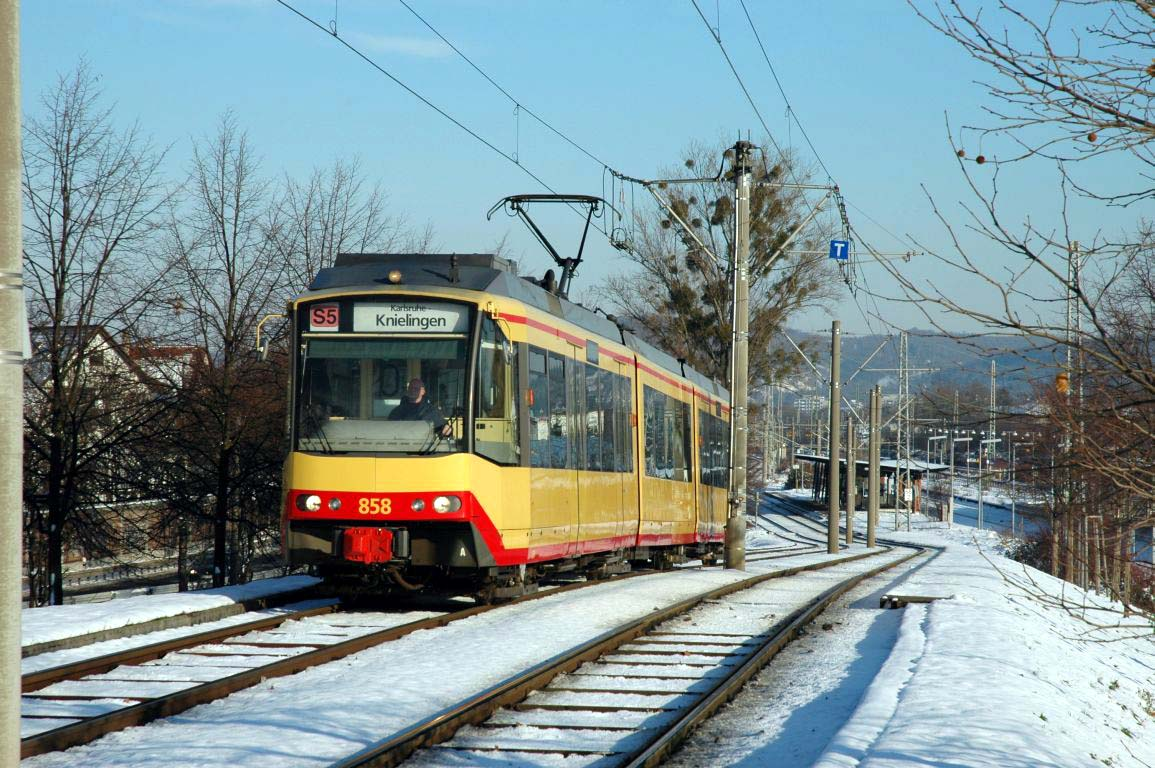
5
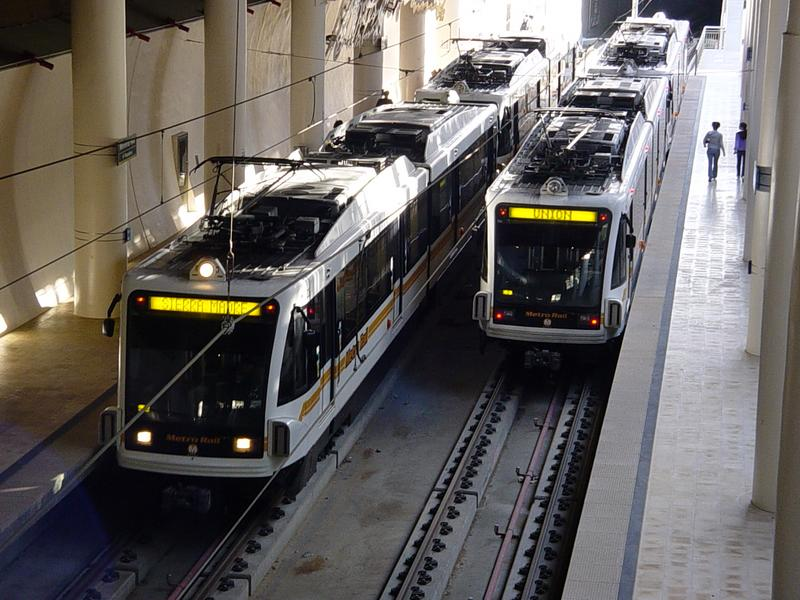
6
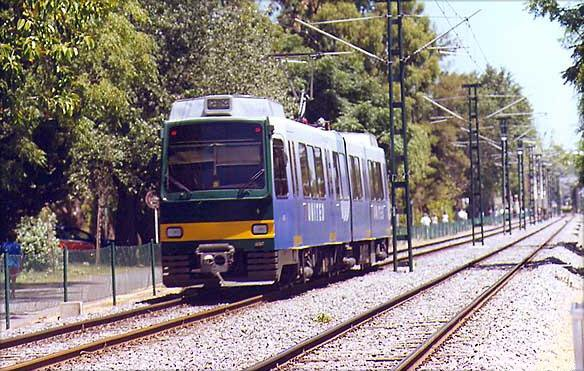
7
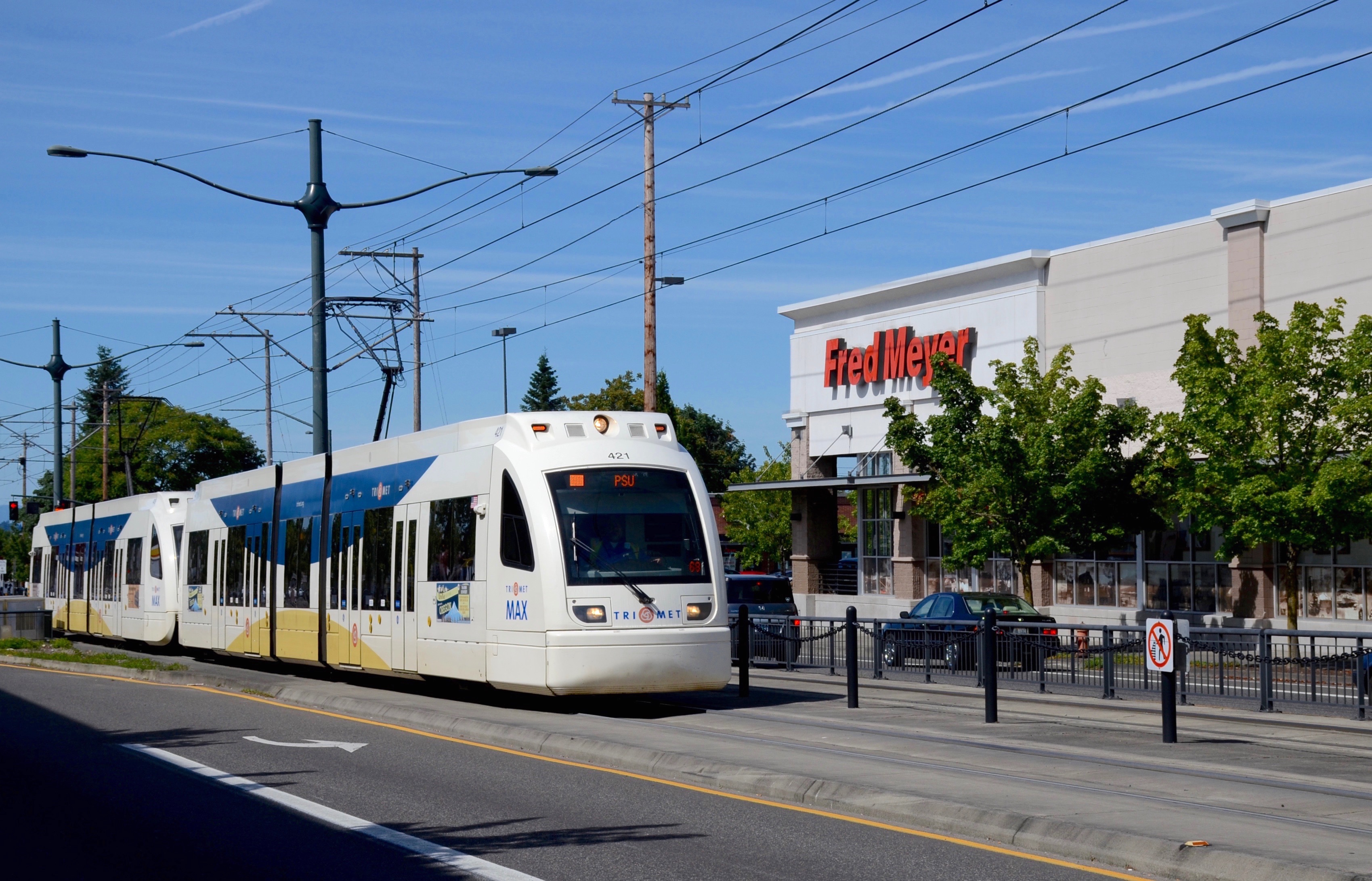
8

1. Tren ligero «Flexity Swift» entre Colonia y Bonn.
2. Calgary Transit Siemens-Düwag U2, parte del C-Train de Calgary en Canadá.
3. Tren Tyne and Wear Metro dirigiéndose a South Shields en la estación de Kingston Park. Aunque nominalmente sea un «tren ligero», la alta plataforma y la segregación completa de la calle y de los andenes tipo Metro sitúan a este sistema como el modelo superior de los trenes ligeros, incluidos los tranvías urbanos de superficie.
4. El Tranvía de San Diego en San Diego, California, inaugurado en 1981, es uno de los primeros sistemas de trenes ligeros de Estados Unidos, aquí en el centro de San Diego. Y a pesar de llamarse tranvía (trolley– de trole en español) usa un pantógrafo para el suministro de la energía eléctrica.
5. El Stadtbahn Karlsruhe de Karlsruhe, Alemania, combina líneas por la ciudad con tramos ferroviarios hacia las afueras de la ciudad.
6. Tren ligero de la Línea L que pertenece al Metro de Los Ángeles en Pasadena, California
7. Tren de la Costa en Buenos Aires.
8. Tren Siemens Metropolitan Area Express (MAX) circulando por la Línea Amarilla en Portland, Oregón.

## Automotores regionales ligeros

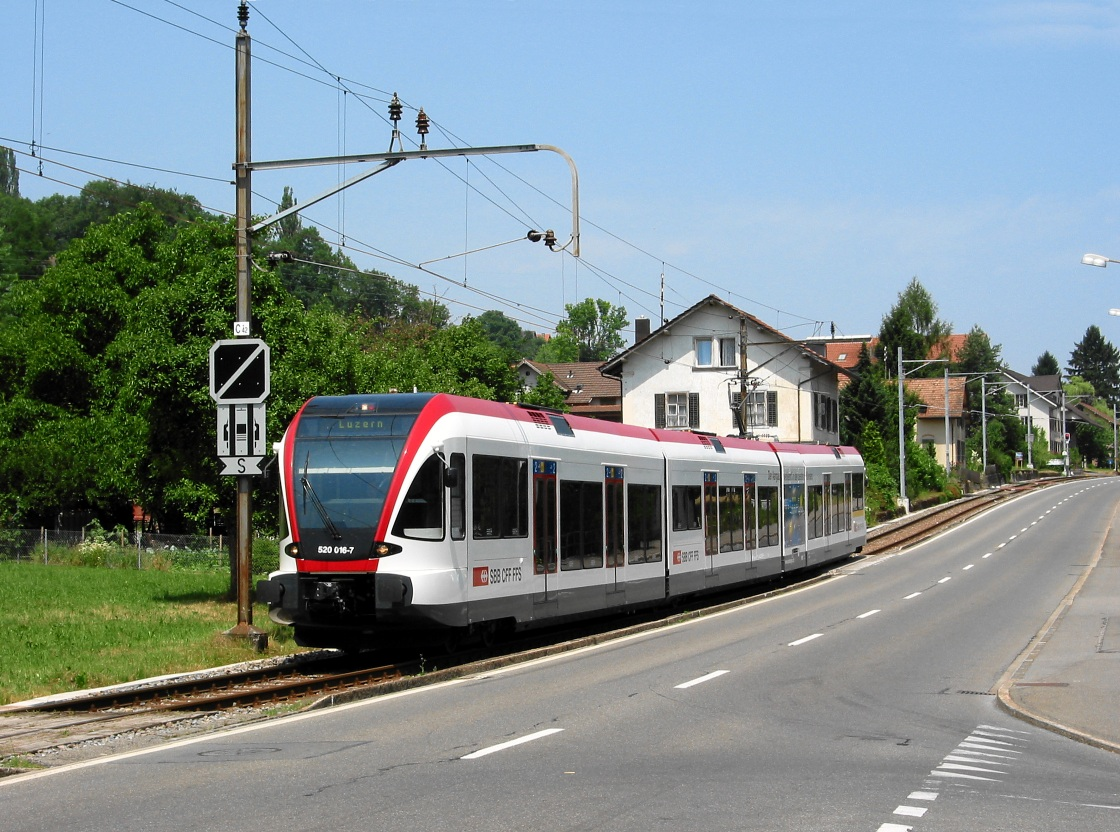
Automotor ligero eléctrico Stadler GTW en el Cantón de Argovia, Suiza.

Los automotores regionales ligeros son unidades de ferrocarril en versiones diésel o eléctricas de unidad múltiple que operan en líneas principales y que en parte de su recorrido salen a carriles exclusivos en áreas urbanas. Se utilizan sobre todo para que los servicios regionales e interurbanos puedan entrar en las ciudades. Pertenecen a una nueva generación de «ferrocarriles ligeros» modulares con diseños aerodinámicos que se han hecho muy comunes en algunos países europeos.